# Aristòclia
Aristòclia (en grec Άριστόκλεια) fou una sacerdotessa de Delfos del segle vi aC de la qual Pitàgores diu haver rebut molts dels seus preceptes, sobretot les doctrines morals, segons explica Porfiri. Diògenes Laerci l'anomena Temistòclia, i Suides Teòclia, i per error la fa germana de Pitàgores.